# Youssef Toutouh
Youssef Toutouh (Copenhague, Dinamarca, 6 de octubre de 1992) es un futbolista danés. Juega como centrocampista y su equipo es el Brønshøj BK de la Serie de Dinamarca.

## Clubes
| Club                | País      | Año       |
| ------------------- | --------- | --------- |
| Hvidovre IF         | Dinamarca | 2010-2011 |
| F. C. Copenhague    | Dinamarca | 2011-2018 |
| Esbjerg fB (cedido) | Dinamarca | 2012-2013 |
| Aarhus GF           | Dinamarca | 2018-2019 |
| Stabæk IF (cedido)  | Noruega   | 2019      |
| FAR Rabat           | Marruecos | 2020      |
| F. C. Botoșani      | Rumania   | 2020-2021 |
| Nykøbing F. C.      | Dinamarca | 2022      |
| Brønshøj BK         | Dinamarca | 2023-     |

## Palmarés

### Campeonatos nacionales
| Título                 | Club             | País      | Año     |
| ---------------------- | ---------------- | --------- | ------- |
| Copa de Dinamarca      | F. C. Copenhague | Dinamarca | 2011-12 |
| Copa de Dinamarca      | Esbjerg fB       | Dinamarca | 2012-13 |
| Copa de Dinamarca      | F. C. Copenhague | Dinamarca | 2014-15 |
| Superliga de Dinamarca | F. C. Copenhague | Dinamarca | 2015-16 |
| Copa de Dinamarca      | F. C. Copenhague | Dinamarca | 2015-16 |
| Superliga de Dinamarca | F. C. Copenhague | Dinamarca | 2016-17 |
| Copa de Dinamarca      | F. C. Copenhague | Dinamarca | 2016-17 |